# ماهاکومبورا
ماهاکومبورا (به لاتین: Mahakumbura) یک منطقهٔ مسکونی در سری‌لانکا است که در استان مرکزی (سری‌لانکا) واقع شده‌است.